# 尾股定夫
尾股 定夫（おまた さだお）は振動工学、医用センサを専門とする電子工学者。元日本大学工学部教授。

## 概要
代表的な研究は、位相シフト法による触覚センサ。

### 略歴
- 福島県西白河郡西郷村出身
- 1972年　日本大学工学部卒業
- 1974年　日本大学大学院工学研究科修士課程電気工学専攻修了
- 1981年　工学博士（日本大学） 博士学位論文のタイトルは「公害用振動ピックアップの設置共振に関する研究」[1]
- 1993年　アメリカ・スタンフォード大学客員研究員
- 2005年　スウェーデン・ウメオ大学名誉博士
- 2010年ー2011年　福島県立医科大学特任教授（(株)アドテックスによる寄附講座）[2] 兼任

## 受賞歴
- 1999年　平成11年日本経済新聞社　日経BP賞（内視鏡下用プローブの開発） 受賞
- 2009年　日刊工業新聞主催 モノづくり連携大賞（共同） 受賞[3]

## 著書
- 日本騒音制御工学会 『騒音制御工学ハンドブック』 技報堂出版 2001年4月 ISBN 4765520099 （共著）
- 向井利春（ほか） 『超五感センサの開発最前線』 エヌ・ティー・エス 2005年11月 ISBN 4860431006 （共著）[4]